# Château Royal d'Ardenne

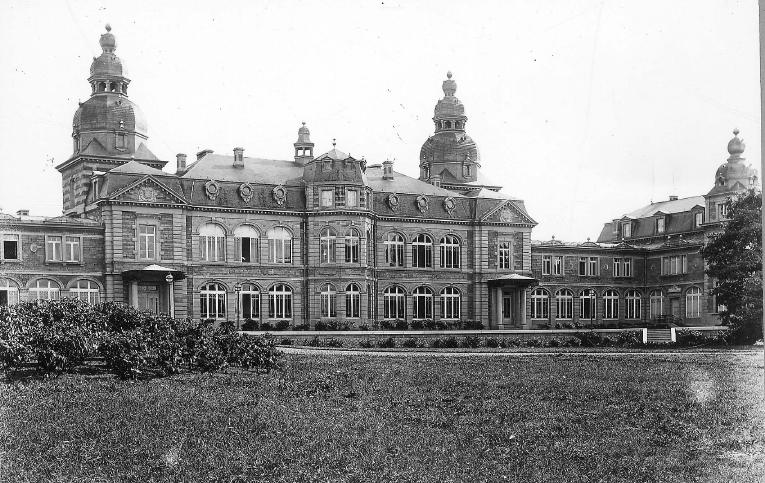
Château Royal d'Ardenne in 1898

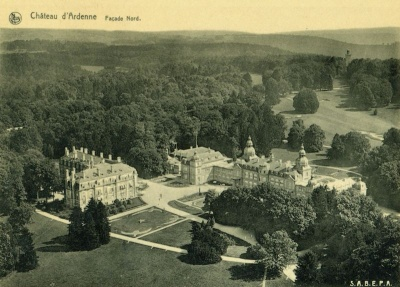
Overzicht van het domein

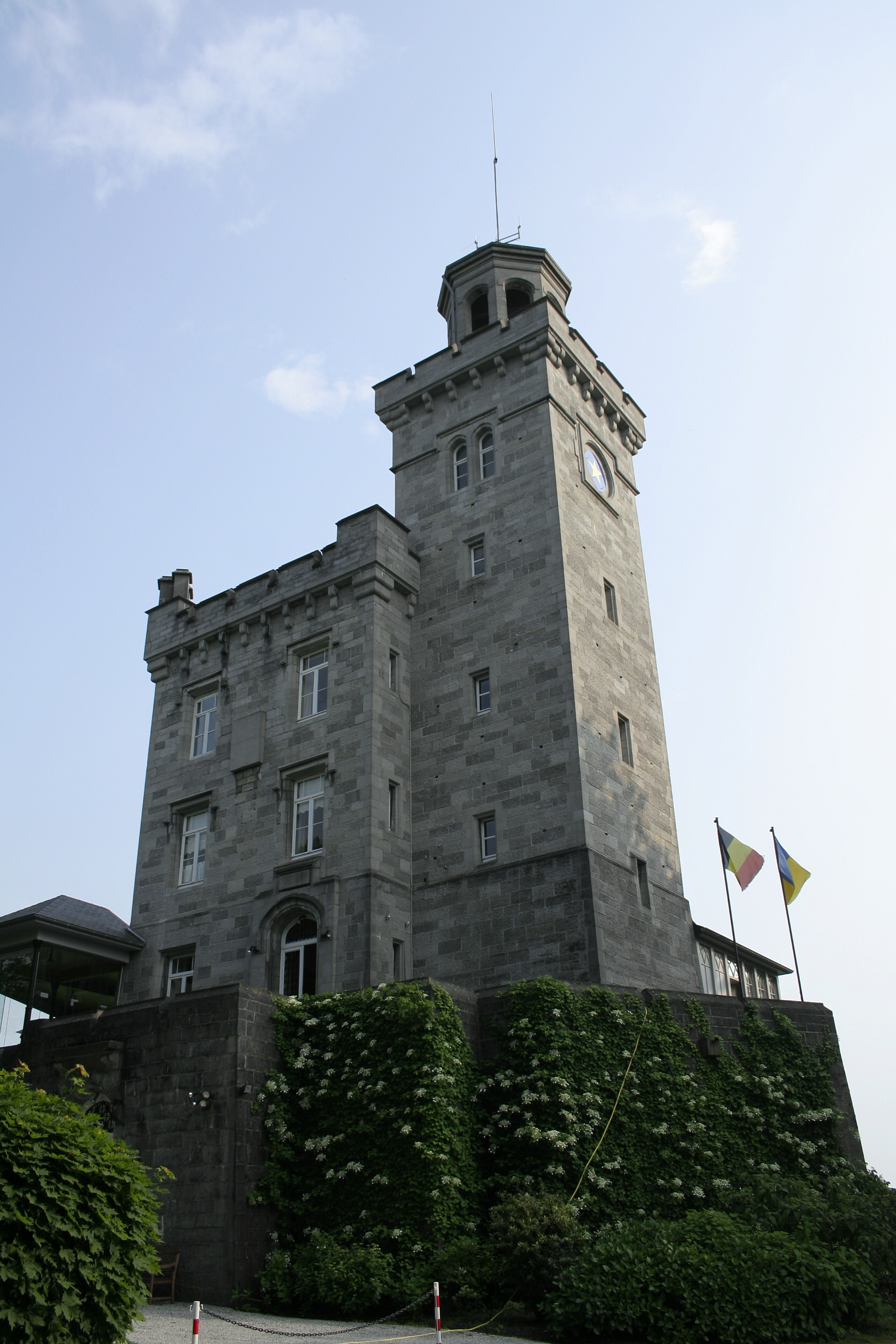
Houyet (Belgique), "Tour Léopold"- Overblijfselen van het enorme kasteel (1878)..

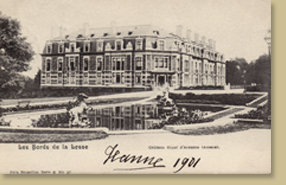
Bijgebouw van het Kasteel van Ardenne (1897, Alban Chambon)

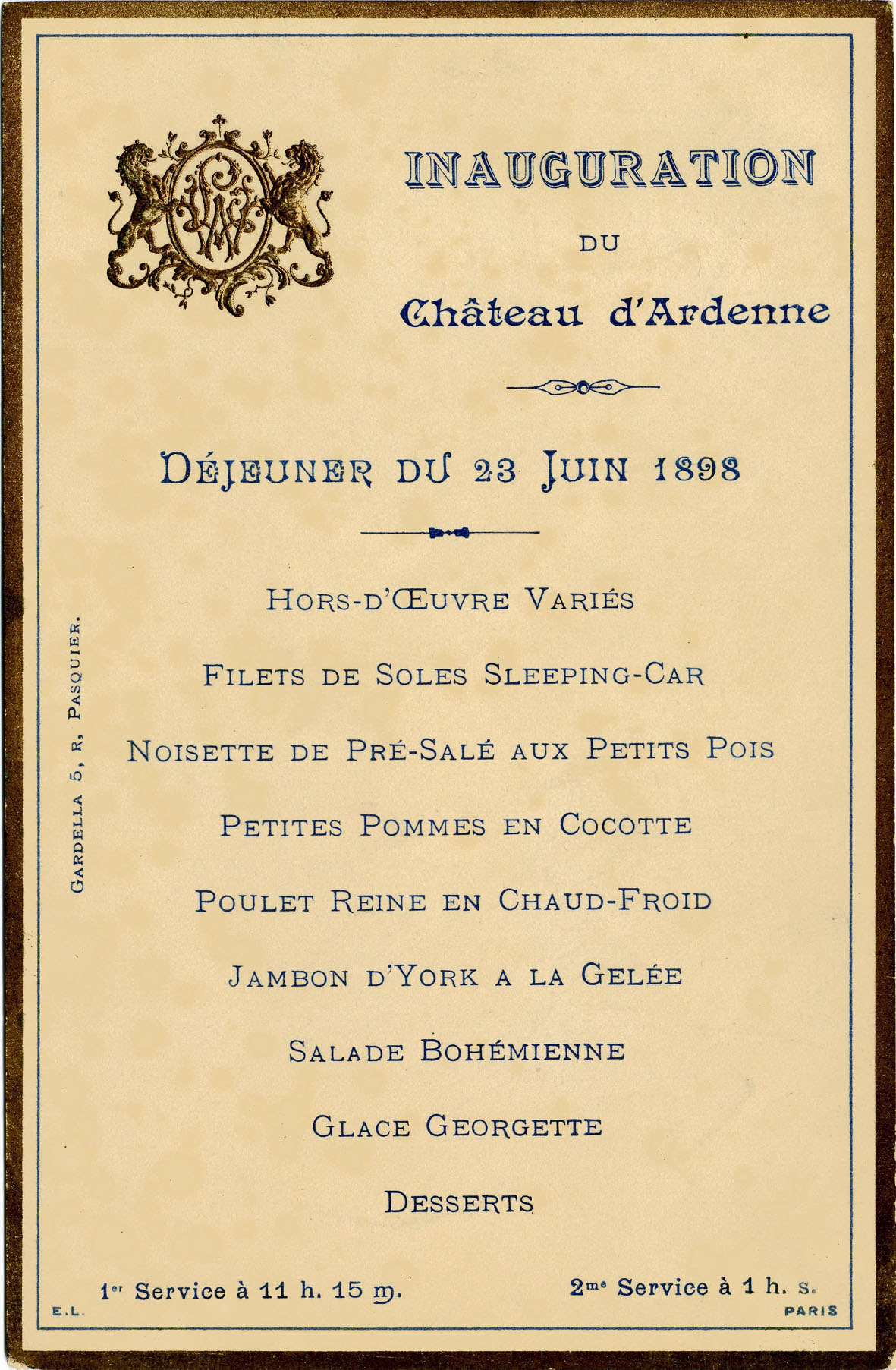
Menu op de Franse presidentiële trein, aangekomen voor de inauguratie op 13 juni 1898

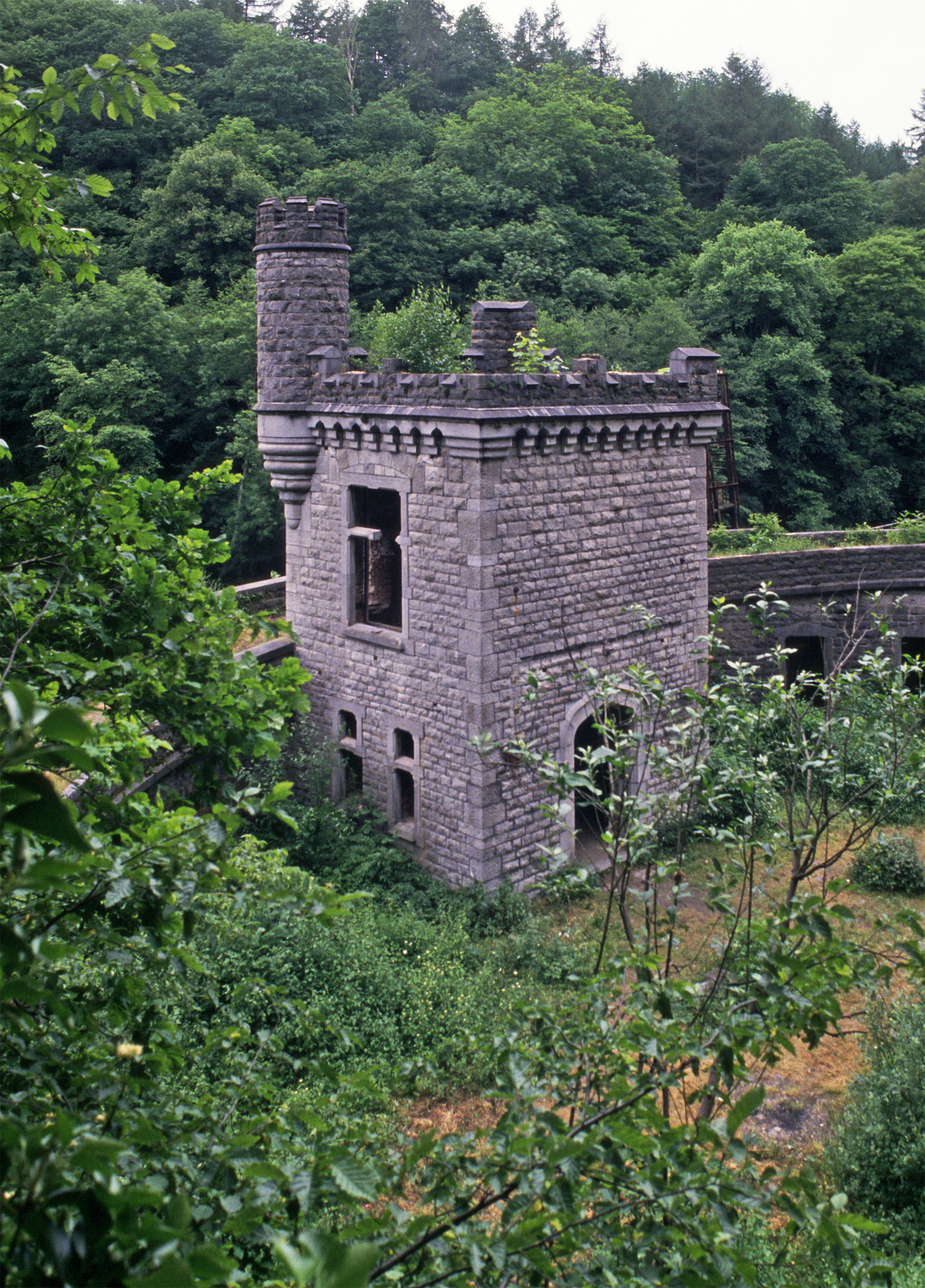
Het voormalige station Château d'Ardenne of Halte royale d'Ardenne, toestand in 1990

Het Château Royal d'Ardenne in Houyet, vlak bij Ciergnon en op 15 km van Dinant, was een koninklijk kasteel dat van 1891 tot 1949 dienstdeed als luxehotel. In 1969 is het afgebrand en de resten zijn opgeruimd.

## Koninklijke residentie
Op 21 maart 1837 kocht koning Leopold I 708 hectare grond genaamd "Terre d'Hardenne et de Férage". In dit domein, doorkruist door de Lesse en de Ywoigne, liet hij een rotstoren bouwen (1843) en breidde hij een bestaand jachtpaviljoen uit met twee torens. De tweede toren werd gebouwd in 1878 en wordt nu Tour Léopold genoemd en is nu het clubhuis van de golfclub op het domein. In dezelfde periode startte koning Leopold I ook met de bouw van een buitenverblijf enige kilometers verderop: het Kasteel van Ciergnon.
Na de troonswisseling liet koning Leopold II in 1874 het landhuis van zijn vader afbreken om plaats te maken voor het nieuwe Château Royal d'Ardenne. Het gebouw van architect Alphonse Balat was in 1891 gereed. De tuinen werden aangelegd door de Franse landschapsarchitect Elie Lainé.

## Hotel
Nog vóór hij echt gebruik had kunnen maken van het kasteel, veranderde Leopold compleet van idee. In plaats van een koninklijk buitenverblijf zou Ardenne een luxehotel worden met 140 kamers. Het Château Royal d'Ardenne was een aantrekkelijke bestemming die het toerisme van de gegoede burgerij naar de Ardennen zou bevorderen. In 1897-98 werd een hotelgebouw opgetrokken naar plannen van Alban Chambon. Het werd annexe genoemd maar was niet minder somptueus dan het hoofdgebouw. Elke kamer beschikte over ongeëvenaard comfort: badkamer, stromend water, elektrische verlichting en zelfs telefoon. Het hotel kreeg toen ook een eigen stationnetje op de spoorlijn 166: de Halte royale d'Ardenne. De eerste golfbaan van het land werd er aangelegd.
Het hotel werd aanvankelijk beheerd door Kolonel James North. Na diens overlijden in 1898 werd het verhuurd aan de Compagnie Internationale des Grands Hôtels, dochter van de Compagnie Internationale des Wagons-Lits (CIWL). Na het ontbinden van de Compagnie Internationale des Grands Hôtels (1907) nam Kolonel Alexis Mols het huurcontract over. De operatie werd doorkruist door het overlijden van Leopold II in 1909. Hierdoor belandde het domein, dat toen al 4.200 hectaren telde, in de Koninklijke Schenking. Het hotel werd even gesloten maar heropende in 1912. In dat jaar had Mols op advies van koning Albert I de firma Hôtel du Château d'Ardenne à Houyet opgericht, die op zijn beurt de uitbating toevertrouwde aan de firma Les Grands Hôtels Belges, met als sterke figuur Georges Marquet.

## Oorlogen
In de Eerste Wereldoorlog had het hotel te lijden onder plunderende troepen (eerst Franse, dan Duitse). Het werd pas in 1920 opnieuw geopend. Het aantal kamers werd uitgebreid tot 200 (1927) en het domein kreeg een eigen vliegveld (1929).
De schade in de Tweede Wereldoorlog was nog erger dan de eerste. Joachim von Ribbentrop bracht er zijn hoofdkwartier onder. Na de bevrijding was op het domein de commandopost van het Amerikaanse Vijftiende Leger, die het tijdens het Ardennenoffensief echter terug evacueerden. Na de oorlog werkten op het domein nog enige tijd Duitse krijgsgevangenen.
Het echtpaar Elleboudt-Lemineur hield het na de oorlog nog een viertal jaar open, maar de markt voor luxetoerisme uit Frankrijk en Engeland bleek opgedroogd. In 1949 viel het doek definitief. Het meubilair werd openbaar verkocht (1950) en de rotstoren werd het Club House van de Royal Golf Club d'Ardenne.

## Brand
Het kasteel zelf stond al die tijd leeg en is in 1968 afgebrand bij het uitvoeren van dakwerken in opdracht van de Koninklijke Schenking. De tuinsculpturen werden overgebracht naar het Park van Laken (onder meer de Zeepaarden van Thomas Vinçotte) en de ruïnes werden in de jaren 1970 opgeruimd. Hoewel het bijgebouw van Chambon geen schade had geleden, werd het eveneens afgebroken. De rotstoren werd in 1975 opgeblazen, zodat de Leopoldtoren nog het enige overblijfsel is.

## Wetenswaardig
- De Franse schrijver Colette werkte in het kasteel haar roman La seconde af (1929).

## Voetnoten
1. 1 2  Frans Van Humbeek, Château d’Ardenne, koninklijk kasteel en mondain vliegveld (hangarflying.be, geraadpleegd op 14 april 2014). Gearchiveerd op 15 april 2014.
2. ↑  Dit artikel of een eerdere versie ervan is een (gedeeltelijke) vertaling van het artikel Château Royal d'Ardenne op de Franstalige Wikipedia, dat onder de licentie Creative Commons Naamsvermelding/Gelijk delen valt. Zie de bewerkingsgeschiedenis aldaar.
3. ↑  https://web.archive.org/web/20140415084151/http://www.chateauxofbelgium.be/en/castle_details.cfm?id=134 (geraadpleegd op 14 april 2014)